# Tonger – Haus der Musik
Tonger – Haus der Musik GmbH war bis zu ihrer Schließung im Jahr 2024 eine der ältesten Musikalienhandlungen Deutschlands und einer der größeren Präsenznotenhändler in Europa mit Sitz in Köln. Gegründet wurde das Unternehmen 1822.

## Geschichte
Am 1. Juli 1822 gründete Augustin Josef Tonger innerhalb seines Antiquitätengeschäftes eine Noten- und Buchhandlung in gemieteten Räumen gegenüber dem Kölner Dom. Durch die Säkularisation während der französischen Besatzung waren viele Klöster aufgelöst und Kirchen verweltlicht worden, so dass erstmals ein nennenswertes Warenangebot auf den Markt kam. Sein Sohn Peter-Josef Tonger erbaute ein repräsentatives Musik- und Wohnhaus und betrieb die Musikalienhandlung nun eigenständig. Durch die Hinzunahme der Verlagstätigkeit (die älteste Ausgabe datiert von 1835) und des Instrumentenhandels und -baus erwarb Tonger weitere Bedeutung. So konnte 1909 der Enkel des Gründers eine benachbarte Lehrmittelanstalt erwerben und das Geschäfts- und Wohnhaus zu einem größeren Gebäude erweitern. Tonger brachte u. a. 1886 eine Musikzeitschrift heraus und war über 20 Jahre Hoflieferant Kaiser Wilhelms II. Tonger sammelte und veröffentlichte als Verleger rheinisches Lied- und Volksgut und bot seinen Kunden aktuelles vom Musikmarkt. Auch gehörte Tonger zu den Gründern und Mäzenen der Kölner Hochschule für Musik sowie der Rheinischen Musikschule in Köln. Während der Luftangriffe 1944 wurden Wohn- und Geschäftshaus sowie Waren- und Produktionslager zerstört. Im Jahr 1951 teilte sich das Haus Tonger in den Musikverlag, der in Köln-Rodenkirchen geführt wurde und in die Musikalienhandlung, die in Räumen des Dom-Hotels untergebracht wurde.
1999 entstand eine weitere Tonger-Serviceabteilung. Sie wendet sich speziell an die rund 1.000 deutschen Musikschulen, aber auch an Orchester und Musiklehrer in ganz Deutschland.
2002/2003 zog die Firma in ein zentrales Ladenlokal innerhalb Kölns um.
2003 ergab sich aus bestehendem Bedarf eine weitere Versandabteilung. Tonger stellte nunmehr Klassik- und Jazz-Tonträger-Sortimente deutschlandweit in Buchhandlungen auf. Neben dem stationären Ladengeschäft gewann der Versandhandel, auch über das Internet, für Tonger eine zunehmende Bedeutung.
Im Jahre 2014 musste Tonger Insolvenz anmelden. Nach aufwändigen Sanierungsarbeiten startete die neu gegründete Tonger – Haus der Musik GmbH unter der Leitung des neuen Geschäftsführers Thomas Giehl an einem neuen Standort am Römerturm in Köln am 2. Februar 2015 den Geschäftsbetrieb. Die Filiale in Bonn wurde Ende Mai 2017 geschlossen. Im Februar 2019 meldete auch die Nachfolgegesellschaft Tonger – Haus der Musik GmbH Insolvenz an. Im März 2019 übernahm daraufhin die bundesweit tätige Handelskette MGS-Loib das Traditionshaus. Das Sortiment wurde überarbeitet, sodass man nun Einsteiger-Instrumente statt hochwertiger Ware für den Musiker anbietet.
Im Oktober 2024 wurde bekannt, dass das Musikhaus Ende des Jahres schließen wird, nachdem noch 2022 das 200-jährige Bestehen gefeiert worden war.

## Aktivitäten
Neben den normalen Handelsaktivitäten verlegt das Musikhaus unter anderem zahlreiche Klassikaufnahmen in einer eigenen CD/Media Reihe, sowie die Reihe "Kölsche Oldies" (CD/MP3) und die Liederbuchreihe "Kölsche Weihnacht". Das Unternehmen engagiert sich unter anderem auch im Landesmusikrat NRW und ist Förder- und Kuratoriumsmitglied der Rheinischen Musikschule Köln.
Außerdem fördert Tonger, mit dem Verein Tonmeister (Freunde des Musikhaus Tonger) zusammen, den Musikunterricht für Flüchtlingsklassen in den Regelschulen im Großraum Köln. Schirmherr des Projekts ist der ehem. Oberbürgermeister der Stadt Köln Jürgen Roters, begleitet durch ein Kuratorium, bestehend aus dem Intendanten der Kölner Philharmonie und Geschäftsführer der KölnMusik GmbH, Louwrens Langevoort, sowie dem Rektor der Kölner Hochschule für Musik und Tanz Prof. Dr. Heinz Geuen.